# 若柳吉蔵
若柳 吉蔵（わかやぎ きちぞう）は、若柳流宗家家元の名跡。当代3代目。5世若柳流宗家家元。
歴代の家元に関しては若柳流#派と家元項参照。

## 初代
若柳 吉蔵（明治12年（1879年）6月21日 - 昭和19年（1944年）1月25日） 本名は竹内孝太郎。2世若柳流家元。
東京小石川水道町の生まれ。父が落語家で「ステテコ踊り」で一世風靡した初代三遊亭圓遊。
- 12歳で振付師・西川古代に入門。
- 2年後廃業し落語家に転じ父の門下になり三遊亭清遊から三遊亭小圓遊を名乗った。
- その後新派の俳優となる。
- 1896年、再度舞踊に転じ若柳流・若柳吉松（後の若柳壽童）の門下になり翌年吉蔵を名乗る。
- 1908年10月23日、新富座で名披露目会。
- 1917年に師・壽童が死去。
- 翌年、2世若柳流家元を継ぐ。

墓所は谷中霊園天王寺墓地。戒名は「信妙院遊阿弥即真居士」。
養子が2代目吉蔵（後の2代目壽童）を襲名し3世若柳流家元を継いだ。

## 2代目
若柳 吉蔵（大正10年（1921年）8月11日 - 平成元年（1989年）7月17日） 本名は竹内正次。3世若柳流家元。
後の2代目壽童。姉には初世若柳吉世。

## 3代目
若柳 吉蔵（昭和45年（1970年）1月10日 - ） 本名は竹内英雄。5世若柳流家元。
2代目の三男。
若柳吉蔵 (3代目)の項参照。